# Serp (Rússia)
|  | Per a altres significats, vegeu «Serps». |

Serp (en rus: Серп) és un poble d'Udmúrtia, a Rússia, el 2008 tenia 98 habitants. Pertany al raion d'Alnaixi.